# Kortatu
Kortatu va ser un grup de ska punk del País Basc, fundat el 1984 pels germans Fermin i Iñigo Muguruza a la població guipuscoana d'Irun. El nom del grup prové del sobrenom d'un mugalari d'ETA Korta, mort a mans de la Guàrdia Civil. Els mugalaris eren els militants que s'encarregaven d'ajudar altres persones a creuar la muga, la frontera francoespanyola. Van ser una de les bandes més importants del que es va anomenar rock radical basc, i van ser pioners a introduir l'ska a la península Ibèrica, sempre amb una base punk rock de fons. Una de les seves principals influències va ser el grup anglès The Clash.
Les seves lletres inicialment van alternar el castellà i el basc, però finalment van adoptar exclusivament aquest últim. Mai no van amagar la seva inclinació política cap a l'esquerra abertzale. Per exemple, la seva cançó «Sarri, Sarri» està inspirada en i dedicada a Joseba Sarrionaindia, pres d'ETA que va aconseguir fugir de la presó de Martutene, després d'amagar-se juntament amb Iñaki Pikabea Burunza en els altaveus utilitzats en un concert d'Imanol Larzabal. En general, malgrat tenir cançons de caràcter més festiu, les seves lletres es basen en la lluita del poble basc contra l'Estat espanyol, tractant temes com els GAL (a «Hotel Monbar»), la corrupció política («Platinozko sudurrak»), l'anticlericalisme («Jauingokoa eta lege zarra») i la kale borroka («A la calle»). També es posicionaren contra el capitalisme, l'imperialisme, l'exèrcit, el consumisme i la hipocresia de la societat.

## Història
El 1984 van gravar la seva primera maqueta, amb temes com «Mierda de ciudad», «El último ska» o «Hay algo aquí que va mal». La seva popularitat va començar a créixer el mateix 1984 quan entren a un estudi i graven els tres temes que apareixen a l'anomenat Disco de los cuatro (Soñua, 1985), al costat de Cicatriz, Jotakie i Kontuz-Hi!. Les cançons de la formació en aquest disc són «Nicaragua Sandinista», «Mierda de ciudad» i «El último ska de Manolo Rastamán». Durant el 1985 realitzen nombrosos concerts per tot el País Basc, actuant en festivals multitudinaris. També toquen fora, a les ciutats de Barcelona i Madrid.
A mitjans d'any tornen als estudis Tsunami de Donosti, on graven el seu primer LP: Kortatu (Soñua, 1985). El disc és cantat gairebé íntegrament en castellà, excepte els temes «Sarri, Sarri» i «Zu atrapatu arte», que serà una de les cançons bandera de la formació durant tota la seva carrera, i que encara avui és reinterpretada. Entre els temes de l'àlbum hi ha una versió de The Clash, «Jimmy Jazz». El disc els duu a començar a apropar-se a bandes locals com La Polla Records, Hertzainak, Zarama o Barricada. El primer LP de la formació és triat disc de l'any per la revista musical Muskaria i pels diaris Egin i El Diario Vasco. Aquell mateix any arriben a tocar davant de 15.000 persones. L'any 1986 fan una gira on toquen a diversos països d'Europa com Suïssa, Alemanya i els Països Baixos.

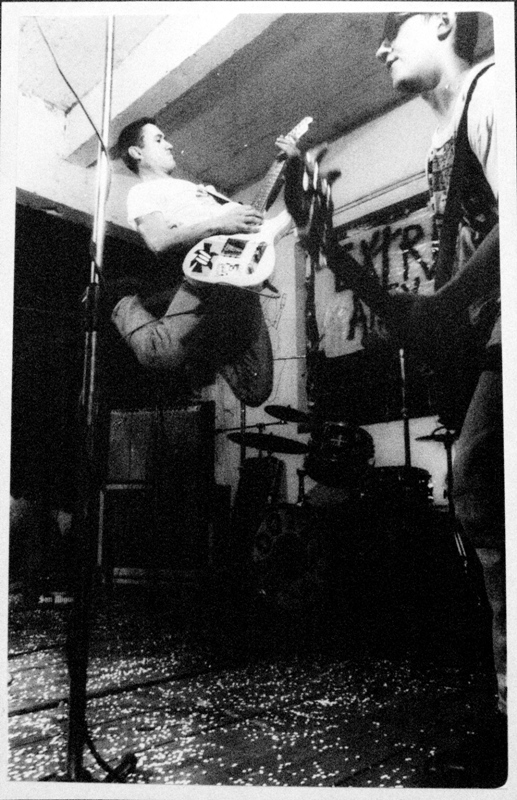
Fermin i Iñigo Muguruza

El 1986, a més, graven dues referències més. La primera és el maxi-single A la calle (Soñua, 1986), on apareixen tres temes: «Hay algo aquí que va mal» (versió d'«It doesn't make it alright» de The Specials), «A la calle», i el primer dub que es va realitzar a la península, «Desmond Dub», mescla del tema «Desmond Tutu» del seu primer LP. Al setembre entren als estudis Elkar i graven el seu segon LP, El estado de la cosas (Soñua, 1986). L'esperit tan festiu del seu primer LP segueix essent present («Equilibrio», «Cartel en el casco viejo de Bilbao« i «Aizkolari»), però comença a difuminar-se, com deixen veure temes com «9 Zuloak» o «Nivel 30». Com a l'anterior LP, gairebé tots els temes estan cantats en castellà, tot i que la proporció de temes en èuscar creix considerablement. A l'àlbum hi apareixen com a col·laboradors el germà gran de Fermín i Íñigo, Jabier Muguruza (acordió a «Jaungoikoa eta lege zarra»), Jabier Montoia (cantant del grup M-ak, a «9 Zuloak») o Josetxo Silguero (saxòfon a «Equilibrio»). Aquell any mateix, a més, van trencar definitivament les fronteres del País Basc. Durant el 1987 es dediquen a fer concerts sense parar, tocant arreu i realitzant una nova gira europea que els duu a l'Estat francès i, de nou, a Suïssa i Alemanya. Kortatu es converteix en un dels grups de l'Estat espanyol que més toca a Europa durant aquella època. A més, per reforçar la seva gira van editar un recopilatori exclusivament per a la seva distribució a Europa: A frontline compilation (Red Rhino-Organik, 1988).
El 1988 publiquen el seu tercer LP, Kolpez Kolpe (Oihuka, 1988). Aquest cop, totes les cançons de l'àlbum són en èuscar. Enregistrat als estudis EZ, a l'àlbum hi col·labora Kaki Arkarazo (guitarrista de M-ak) com a productor i tècnic de so, que tindrà una importància notable en el futur de la formació. El so ha evolucionat des dels dos primers discos (apareix una nodrida secció de vents) i ja es pot intuir el germen del que en el futur serà Negu Gorriak. Torna a haver-hi múltiples col·laboracions, com ara la de Yul (de RIP, guitarra a «Makurtu gabe»), Mikel Laboa (veu a «Ehun Ginen») i altre cop Jabier Muguruza (acordió a «Platinozko Sudurrak»). A la gira posterior per Europa, Kaki Arkarazo s'incorpora a Kortatu de manera definitiva com a segon guitarrista.
Durant els quatre anys d'existència del grup, van tocar en aproximadament 280 concerts. Finalment, els germans Muguruza i la resta del grup van decidir dissoldre la formació el 1988, fent una darrera sèrie de concerts per acomiadar-se de tots els seus seguidors. En l'últim d'ells, realitzat l'u d'octubre de 1988 a Pamplona, van gravar el que seria el seu cant de cigne, el doble LP en directe Azken guda dantza (Nola!, 1988), considerat com un dels millors discos en directe del món per la revista Maximum Rocknroll.
Després de la separació del grup, el bateria Javier «Treku» Armendariz es va retirar del món de la música per treballar a l'empresa duanera propietat de la seva família, mentre que, els germans Fermin i Íñigo Muguruza van formar un nou grup, Negu Gorriak, amb Kaki Arkarazo, com a continuació de la reivindicació política a través de la música que sempre havia caracteritzat Kortatu, però amb una fusió d'estils diferent de l'ska punk que havien fet fins aleshores.

## Discografia
- Sense títol, conegut com a Disco de los cuatro (Soñua, 1985), juntament amb Cicatriz, Jotakie i Kontuz-Hi!. Reeditat a CD per Oihuka el 2000.
- Kortatu (Soñua, 1985). A la reedició en CD (Oihuka, 1998) es van incloure dues cançons extra: «Mierda de ciudad» i «El último ska».
- A la calle (Soñua, 1986). Maxi single amb 3 cançons.
- El estado de las cosas (Soñua, 1986). A la reedición en CD (Oihuka, 1998), es van incloure les cançons del maxi single «A la calle».
- A Frontline Compilation (Red Rhino-Organik, 1988). Recopilatori per a Europa, reeditat a CD per Oihuka el 1998.
- Kolpez kolpe (Oihuka, 1988). Reeditat a CD per Esan Ozenki el 1998.
- Azken guda dantza (Nola!, 1988). Doble LP en directe. A la reedició en CD (Esan-Ozenki, 1992) desapareixen els xiulets censors que s'escoltaven al tema «Aizkolari». En aquesta edició també es descobreix que el personatge ocult que apareixia a la imatge de l'El estado de las cosas era Joan Carles I d'Espanya. Va ser gravat en viu l'1 d'octubre de 1988 a Pamplona. La traducció literal del títol de l'àlbum, del seu original basc és "Darrera dansa de guerra". En aquest disc, l'únic gravat en viu a la carrera de Kortatu, es va comptar amb la col·laboració de Kaki Arkarazo, guitarrista de M-ak, que s'havia incorporat a la banda com a segon guitarrista durant la gira de promoció de Kolpez Kolpe. En la reedició en CD (Esan Ozenki, 1992) desapareixen els xiulets censors que s'escoltaven a Aizkolari. En aquesta edició també es descobreix que el personatge ocult que apareixia a l'encartament d'El estado de las cosas era Joan Carles I d'Espanya.